# Hymenophyllum ooides
Hymenophyllum ooides är en hinnbräkenväxtart som beskrevs av F. Muell., Amp; Bak. och Bak. Hymenophyllum ooides ingår i släktet Hymenophyllum och familjen Hymenophyllaceae. Inga underarter finns listade.